# William Friedkin

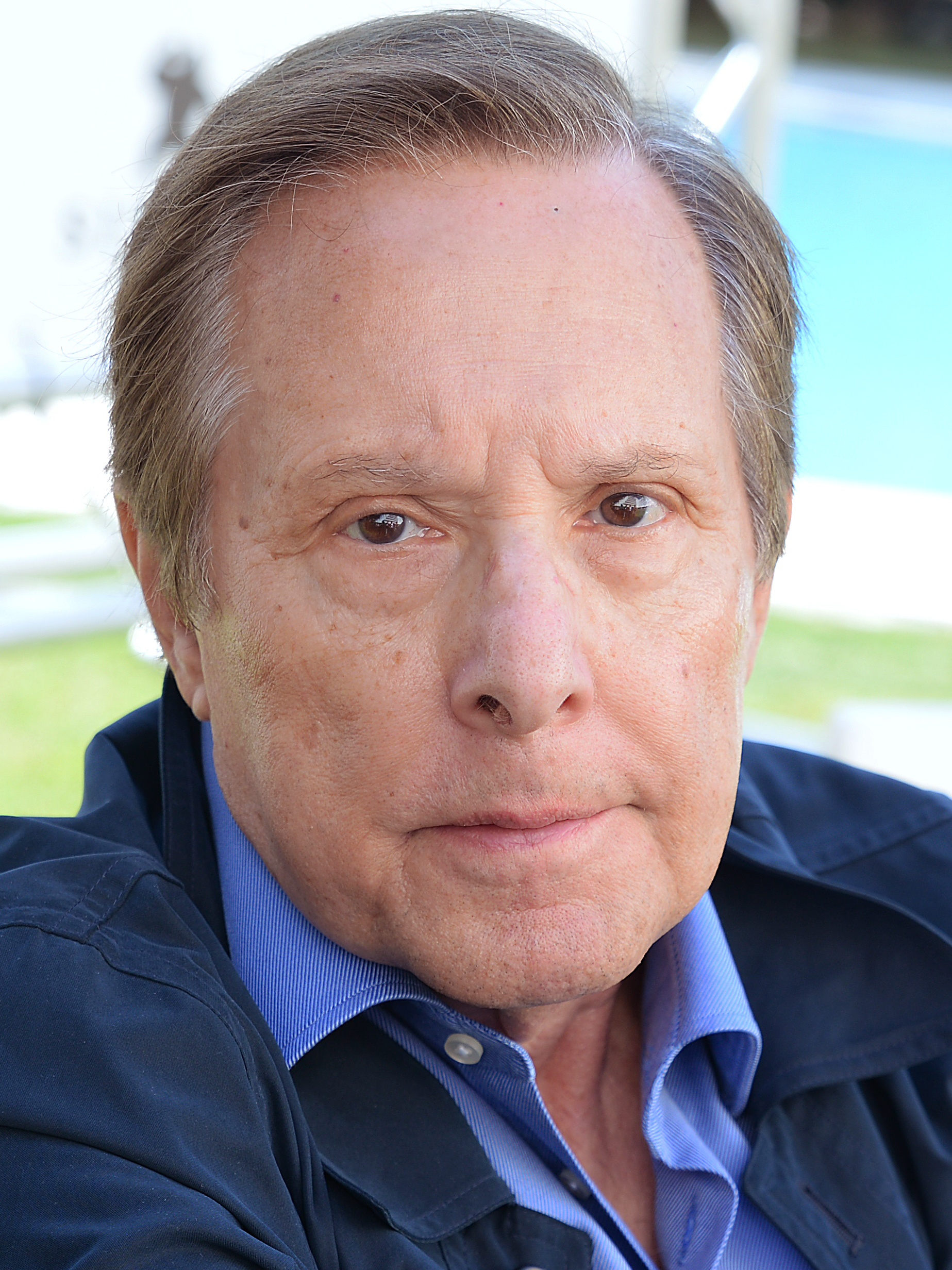
William Friedkin (2017)

William Friedkin (* 29. August 1935 in Chicago, Illinois; † 7. August 2023 in Los Angeles, Kalifornien) war ein US-amerikanischer Regisseur, Drehbuchautor und Produzent. Seine größten Erfolge verzeichnete er in den frühen 1970er Jahren in der Zeit des „New Hollywood“-Kinos mit dem Thriller The French Connection – Brennpunkt Brooklyn, der ihm den Oscar in der Kategorie Beste Regie einbrachte, und dem kontroversen Horrorfilm Der Exorzist, einem der kommerziell erfolgreichsten Filme seiner Zeit.

## Leben
Friedkins jüdische Vorfahren stammen aus der heutigen Ukraine, aus der sie 1903 vor den damals einsetzenden Pogromen in die USA flohen.
Friedkins erste drei Ehen wurden geschieden: Von 1977 bis 1979 war er mit der Schauspielerin Jeanne Moreau, von 1982 bis 1985 mit der Schauspielerin Lesley-Anne Down und von 1987 bis 1990 mit der Fernsehjournalistin Kelly Lange verheiratet. Von 1991 bis zu seinem Tod dauerte seine vierte Ehe mit der Studiomanagerin und Produzentin Sherry Lansing. Er war Vater zweier Söhne, einer (* 1976) aus einer Beziehung mit der australischen Choreografin Jennifer Nairn Smith und der andere aus seiner zweiten Ehe mit Lesley-Anne Down.
Friedkin starb im August 2023 im Alter von 87 Jahren an Herzversagen und einer Lungenentzündung.

## Werk
Seine Karriere startete William Friedkin in der Poststelle eines Chicagoer Lokalsenders, begann aber schon bald Live-Fernsehsendungen und Dokumentarfilme zu drehen. Bereits sein erster Dokumentarfilm (The People vs. Paul Crump) von 1962 über Paul Crump, der seit acht Jahren in einer Todeszelle saß, brachte ihm den Golden Gate Prize des San Francisco International Film Festivals ein und Paul Crump die Umwandlung seiner Todesstrafe in eine lebenslange Haftstrafe.
Für das Fernsehen drehte er in dieser Zeit auch Folgen der beliebten Sendungen The Alfred Hitchcock Hour und Alfred Hitchcock Presents. Bei den Dreharbeiten begegnete er auch seinem Idol Alfred Hitchcock, der als Schirmherr und Produzent der Serie fungierte. Sein erster Kinofilm als Regisseur war im Jahr 1967 die Westernkomödie Good Times mit Sonny and Cher in den Hauptrollen. Es folgten weitere Aufträge für Kinofilme, so für die Musikkomödie Die Nacht, als Minsky aufflog (1968) über die Erfindung des Striptease und das Filmdrama Die Harten und die Zarten (1970) über einen Freundeskreis von New Yorker Homosexuellen.
Der endgültige Durchbruch kam für Friedkin 1971 mit dem Action-Thriller French Connection – Brennpunkt Brooklyn mit Gene Hackman, Fernando Rey und Roy Scheider. Gedreht mit einem Budget von 1,8 Millionen US-Dollar wurde der Film ein weltweiter Erfolg sowohl bei den Einspielergebnissen als auch bei den Kritikern. Insgesamt gewann er fünf Oscars, unter anderem für den besten Film und die beste Regie. French Connection wird inzwischen wegen des beinahe dokumentarischen Stils, der Benutzung der Handkamera und des Verzichts auf das Drehen in Studio-Kulissen als einer der wichtigsten Filme der Ära des New Hollywood gesehen.
Den Erfolg von French Connection konnte Friedkin 1973 mit dem Horrorfilm Der Exorzist übertreffen. Er wurde zum ersten Regisseur, der mit einem Film ein Einspielergebnis von mehr als 100 Millionen US-Dollar erzielen konnte. Im Jahre 2001 landete Der Exorzist auf Platz 3 in einer Umfrage des American Film Institute nach den 100 besten Thrillern.
Seine nächsten Filme wurden von der Kritik weniger einhellig aufgenommen. Sorcerer (1977), ein Remake von Henri-Georges Clouzots Filmklassiker Lohn der Angst, und der kontroverse Thriller Cruising mit Al Pacino, der in der New Yorker Schwulen- und S&M-Szene spielt, waren kommerziell weniger erfolgreich und entwickelten sich erst später zu reputablen Klassikern. Ähnlich erging es ihm 1985 mit dem harten Actionthriller Leben und Sterben in L.A., der ähnlich wie bereits The French Connection Polizisten zeigte, die bei ihrer Verbrecherjagd mitunter selbst zu brutalen oder gar illegalen Methoden greifen.
Nach Problemen mit Produktionsfirmen wurde es ab Mitte der 1980er-Jahre stiller um ihn, was seine Arbeit an Kinofilmen betraf. Dafür wurde der von ihm produzierte Fernsehfilm C.A.T. Squad 1986 ein Quotenerfolg. Er führte in dieser Zeit auch bei Musikvideos von Wang Chung, Barbra Streisand und Laura Branigan (hier bei dem Welthit Self Control) die Regie.
Mit dem Kinofilm Jade versuchte er sich 1995 mit mäßigem Erfolg im Genre des Erotik-Thrillers und auch seine Kinofilme Rules – Sekunden der Entscheidung (2000) und Die Stunde des Jägers (2003) wurden von Publikum und Kritik verschmäht. Im Jahr 2000 kam Der Exorzist in einer erweiterten und restaurierten Fassung in die Kinos und erwies sich erneut als Kassenmagnet.

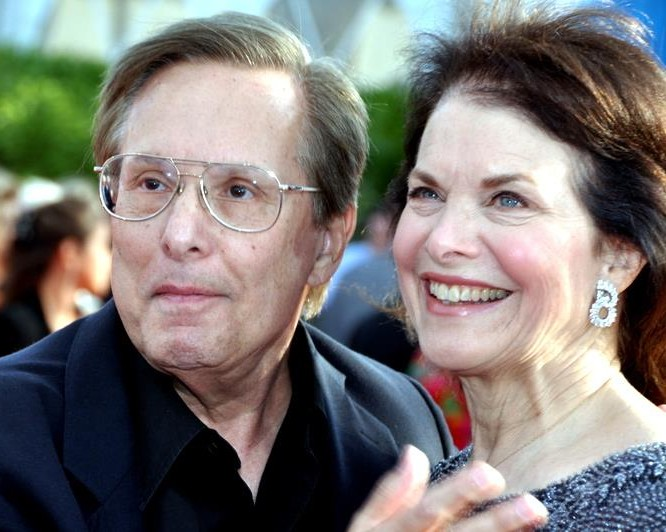
William Friedkin und seine Frau Sherry Lansing, Deauville 2012

Im Jahr 2006 gab er sein Debüt als Opernregisseur an der Bayerischen Staatsoper mit Salome von Richard Strauss und Das Gehege von Wolfgang Rihm. Im gleichen Jahr wurde sein Horrorfilm Bug veröffentlicht, der ebenso wie sein nächster Film auf einer Vorlage von Tracy Letts basiert. 2011 erhielt Friedkin für Killer Joe seine erste Einladung in den Wettbewerb der 68. Internationalen Filmfestspiele von Venedig. Die schwarze Komödie wurde mit mehreren Preisen ausgezeichnet, darunter der Saturn Award für den besten Independentfilm. Danach realisierte er mit The Devil and Father Amorth einen Dokumentarfilm über den Exorzisten Gabriele Amorth.
2019 erschien schließlich mit Leap of Faith: Der Exorzist ein Dokumentarfilm über die Entstehungsgeschichte des Horrorfilms Der Exorzist unter der Regie von Alexandre O. Philippe, der William Friedkin in einem Interview in den Mittelpunkt stellt. Mit begleitenden Filmausschnitten und Eindrücken vom Set lässt Alexandre O. Philippe Friedkin frei über seinen Film sowie dessen Entstehung und Bedeutung reden und analysieren.
Ende August 2022 wurde bekannt, dass Friedkin eine Verfilmung von Herman Wouks Broadway-Stück The Caine Mutiny Court-Martial plant, das auf seinem mehrfach verfilmten Roman Die Caine war ihr Schicksal basiert. Die Hauptrolle des Lt. Commander Queeg übernahm Kiefer Sutherland, der Friedkin in der Fernsehserie 24 (2001–2010) aufgefallen war. Friedkin konnte den Film noch fertigstellen, starb aber vor der geplanten Premiere des Filmes bei den Filmfestspielen von Venedig 2023.

## Filmografie
Als Regisseur

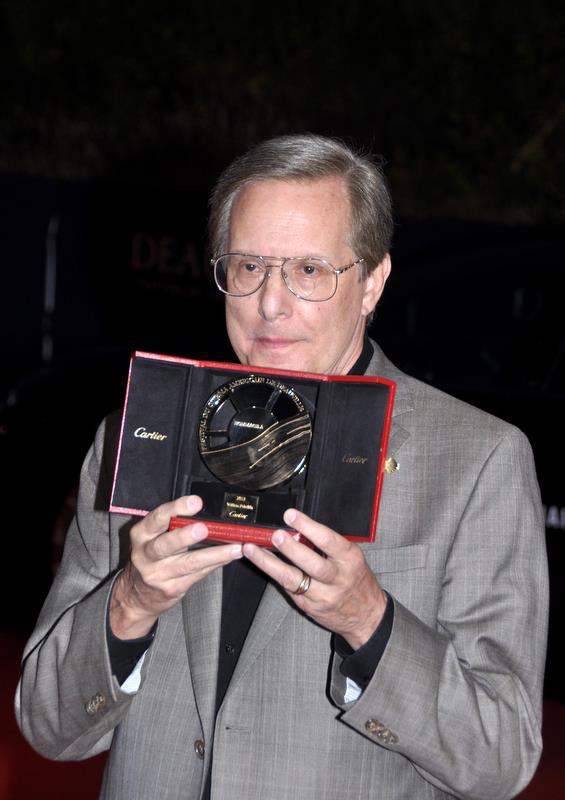
Friedkin beim Festival des amerikanischen Films in Deauville (2012)

- 1962: The People vs. Paul Crump (Fernseh-Dokumentation)
- 1965: The Bold Men (Fernseh-Dokumentation)
- 1965: Alfred Hitchcock Presents (Fernsehserie, Folge Off Season)
- 1965: Pro Football: Mayhem on a Sunday Afternoon (Fernseh-Dokumentation)
- 1965: Time-Life Specials: The March of Time (Fernseh-Dokumentation)
- 1966: US-Polizei im Kreuzverhör (The Thin Blue Line; Fernseh-Dokumentation, auch Drehbuchautor und Produzent)
- 1967: Good Times
- 1968: The Birthday Party
- 1968: Die Nacht, als Minsky aufflog (The Night They Raided Minsky’s)
- 1969: Die Harten und die Zarten (The Boys in the Band)
- 1971: Brennpunkt Brooklyn (The French Connection)
- 1973: Der Exorzist (The Exorcist)
- 1975: Conversations with Fritz Lang (Dokumentarfilm)
- 1977: Atemlos vor Angst (Sorcerer, auch Produzent)
- 1978: Das große Dings bei Brinks (The Brink’s Job)
- 1980: Cruising (auch Drehbuchautor)
- 1983: Das Bombengeschäft (Deal of the Century)
- 1984: Self Control (Musikvideo für Laura Branigans Hit)
- 1985: Leben und Sterben in L.A. (To Live and Die in L.A., auch Drehbuchautor)
- 1985: Twilight Zone (Fernsehserie, Folge Nightcrawlers)
- 1986: C.A.T.-Squad – Die Elite schlägt zurück (C.A.T. Squad; Fernsehfilm, auch Produzent)
- 1987: Rampage – Anklage Massenmord (Rampage, auch Drehbuchautor und Produzent)
- 1988: C.A.T. 2 – Die Elite schlägt zurück (C.A.T. Squad: Python Wolf; Fernsehfilm, auch Drehbuchautor und Produzent)
- 1990: Das Kindermädchen (The Guardian, auch Drehbuchautor)
- 1992: Geschichten aus der Gruft (Tales from the Crypt; Fernsehserie, Folge On a Deadman’s Chest)
- 1994: Blue Chips
- 1994: Jailbreakers – Jung und vogelfrei (Jailbreakers; Fernsehfilm)
- 1995: Jade
- 1997: Die 12 Geschworenen (12 Angry Men; Fernsehfilm)
- 2000: Rules – Sekunden der Entscheidung (Rules of Engagement)
- 2003: Die Stunde des Jägers (The Hunted)
- 2006: Bug
- 2007: The Painter’s Voice (Kurzfilm)
- 2007/2009: CSI: Vegas (Fernsehserie, Folgen Mascara & Cockroaches)
- 2011: Killer Joe
- 2017: The Devil and Father Amorth (Dokumentarfilm, auch Drehbuchautor)
- 2023: Die Caine-Meuterei vor Gericht (The Caine Mutiny Court-Martial; postum veröffentlicht)

## Auszeichnungen und Preise
- 1972 – Oscar als „Bester Regisseur“ für French Connection – Brennpunkt Brooklyn
- 1972 – Golden Globe als „Bester Regisseur“ für French Connection – Brennpunkt Brooklyn
- 1974 – Golden Globe als „Bester Regisseur“ für Der Exorzist
- 1974 – Oscar-Nominierung als „Bester Regisseur“ für Der Exorzist
- 1975 – British Fantasy Awards für Der Exorzist
- 1981 – Razzie-Award-Nominierung als „Schlechtester Regisseur“ und für „das schlechteste Drehbuch“ für Cruising
- 1998 – Emmy-Nominierung als „Bester Regisseur“ für Die 12 Geschworenen
- 2000 – „Lifetime Achievement Award“ auf dem Palm Beach International Film Festival
- 2013 – „Leone d’oro alla carriera“ (Goldener Löwe für das Lebenswerk) bei den Internationalen Filmfestspielen Venedig

## Anekdoten
- Als er im Alter von vier Jahren das erste Mal mit seiner Mutter ein Kino betrat, war William Friedkin von der plötzlichen Verdunkelung des Saals und der lauten Musik derart schockiert, dass er fluchtartig das Kino verließ – noch bevor der Vorspann zu Ende war.
- Friedkin wurde bei Dreharbeiten Perfektionismus nachgesagt. So soll er einzelne Szenen oft mehrmals wiederholt haben, wobei er seine Schauspieler dabei an ihre psychischen und physischen Grenzen gebracht haben soll. Zum Beispiel habe er Gene Hackman in French Connection – Brennpunkt Brooklyn eine Folterszene so oft wiederholen lassen, bis dieser seinem Opfer wirklich ins Gesicht geschlagen haben soll.

- In der Dokumentation Friedkin Uncut (2018) von Francesco Zippel wurde allerdings von ihm selbst und allen Darstellern, die mit ihm gedreht hatten und in der Dokumentation interviewt wurden, das Gegenteil in Bezug auf Friedkins Perfektionismus oder Wiederholungen der Szenen am Set erzählt.

- Als Auslöser seiner Leidenschaft für das Kino gab Friedkin den Film Citizen Kane von Orson Welles an.